# 박지분청
박지분청(剝地粉靑)은 청자기의 표면을 박지(剝地)로 장식하는 백토 분청계 분청자기의 한 예이다. 백토 분청기의 표면을 칼로 긁어 청자바탕을 노출시킴으로써 무늬를 현출하는 방법으로 여기에 박지라는 이름이 붙는다. 박지에는 이른바 역상감법(逆象嵌法)으로 밑바닥(背地)을 넓게 파낸 것과 외형(外形)만을 선각(線刻)한 것의 두 가지 종류가 있으며 이탈리아어의 스그라피토(Sgraffito)법에 해당한다.
무늬는 각종 꽃무늬로서 특히 모란, 당초 등을 위시하여 연문(蓮紋)이나 새(鳥), 물고기(魚) 무늬가 사용되었고 선화(線畵) 중에는 간결하면서 자신에 넘치는 선으로 된 것이 있어 주목된다. 기형(器形)으로는〈편호(扁壺)〉, 〈광구호(廣口壺)〉, 〈사발〉 등이 있는데 순천(順天)의 송광사(松廣寺) 사리탑 속에서 발견된 고봉화상(高峯和尙, 1428년 죽음)의 뼈단지는 박지와 선화를 병용하여 연못 안의 유어(遊漁)를 그린 연대가 확실한 그릇으로서 중요하다. 백토분청의 요지(窯址)로는 충청남도 계룡산, 전라남도 광산, 무안, 함평 등이 알려지고 있다. 연대는 대체로 15-16세기로 추측된다.

## 참고 문헌
- 이 문서에는 다음커뮤니케이션(현 카카오)에서 GFDL 또는 CC-SA 라이선스로 배포한 글로벌 세계대백과사전의 내용을 기초로 작성된 글이 포함되어 있습니다.